# Butterfly (木村カエラの曲)
「Butterfly」（バタフライ）は、木村カエラの配信限定楽曲。2009年6月1日に配信された。

## 概要
親友の結婚式のために書き下ろした曲で、同年4月下旬よりリクルート「ゼクシィ」のCMソングとしてオンエアされた。アルバム『HOCUS POCUS』発売に先駆け、6月1日より、iTunes Music Storeとレコチョクで配信され、moraでは6月10日より配信されている。
CMなどで話題になったことにより、各配信サイトのチャートで1位を獲得した。さらにiTunes Music Storeとmoraの楽曲ランキングでは年間第2位に輝き、この曲で『第60回NHK紅白歌合戦』への初出場を果たしている。
『紅白歌合戦』での歌唱後に配信数が急激に増加。レコチョクでは2010年1月4日付の着うた、着うたフルランキングで共に1位を記録した。配信開始から7か月以上経ってから同じ日に2冠を達成するのは史上初。iTunes Music Storeとmoraでも再び1位になり、累計配信数は200万ダウンロードを突破した。この結果、2010年のiTunesにおいて年間第1位を獲得した。
中村剛とnicographicsによるPVは2009年度SPACE SHOWER Music Video AwardsのBEST POP VIDEOに選ばれた。また、このPVは曲のタイトルにかけて2012年に発売したL'Arc〜en〜Cielのアルバム『BUTTERFLY』のCMに使われており、このコラボはラルク側からのオファーによって実現した。
なお、英単語のButterflyには、移り気な女性、浮気者（特に女性）等の意味が含まれるが、本邦において蝶は「華やか」「優雅」「上品」等のイメージが先行するためか、特に問題なく受け入れられており、上記のように大ヒットを記録した他、今では結婚式の定番ソングとみなされている。

## 収録曲
1. Butterfly
  - 作詞：木村カエラ／作曲・編曲：末光篤
  - テレビ神奈川『sakusaku』2009年6月度エンディングテーマ

TBS系のバラエティー番組『もてもてナインティナイン』のコーナー『お見合い大作戦!』では、この曲がカップル成立場面で使用されていた。

## 楽曲の収録アルバム
| 曲名      | 収録アルバム    | 発売日        | 備考                  |
| --------- | --------------- | ------------- | --------------------- |
| Butterfly | 『HOCUS POCUS』 | 2009年6月24日 | 5thオリジナルアルバム |
| Butterfly | 『5years』      | 2010年2月3日  | 1stベストアルバム     |
| Butterfly | 『10years』     | 2014年6月25日 | 2ndベストアルバム     |

## カバー
- 2010年、cargo×seira（アルバム『FLOWER SHOWER』）
- 2010年、SKA LOVERS （アルバム『LOVERS SKA ~Sing With You~』）
- 2011年、岩崎良美 （アルバム『色彩の主人公』）
- 2012年、GILLE （英語版）※PVは椿鬼奴
- 2018年、DEEP （シングル「『Celebrate」カップリング）